# Nswazwi
Nswazwi é uma vila localizada no Distrito Central em Botswana. Possuía, em 2011, uma população estimada de 2 185 habitantes.